# Барнаульская ТЭЦ-1
ТЭЦ-1 — энергетическое предприятие в Барнауле, выведенное из эксплуатации в 2012 году. Предприятие имело юридическое наименование ОАО "Барнаульская генерация" и входило в Группу Сибирская генерирующая компания" (СГК). Находилось в Октябрьском районе города.

## История
Согласно плану ГОЭЛРО, сооружение ТЭЦ-1 в Барнауле началось в 1932 году и к весне 1936 года уже был запущен первый турбогенератор. В это время предприятие являлось ведомственной котельной Барнаульского меланжевого комбината.
С началом Великой Отечественной войны статус ТЭЦ-1 изменился, её перевели в подчинение наркомата электростанций и сделали самостоятельным предприятием. За годы войны проектная мощность станции была увеличена в три раза — с 12 до 36 тысяч кВт. Дальнейшее развитие осуществлялось по мере роста энергетических потребностей города. В 1949 году работало семь котлоагрегатов общей производительностью 480 тонн пара в час и пять турбин мощностью 36 МВт. В 1953 году установлен ещё один турбогенератор, увеличивший мощность ТЭЦ до 40 МВт.
С 1998 года три котла работали на природном газе. Налажено производство строительного камня из шлаковых отходов.
ТЭЦ-1  снабжала тепло- и электроэнергией население посёлка Восточный, Вагоноремонтный завод и хлебокомбинат № 1.
На момент закрытия на предприятии работало около ста пятидесяти человек.
В связи с малой эффективностью и большой степенью устаревания оборудования с 1 января 2012 года теплоэлектростанция была выведена из эксплуатации.